# Zochrot
Zochrot (în ebraică: זוכרות; „aducere aminte”; în arabă ذاكرات; „amintiri”) este o organizație non-profit israeliană fondată în 2002 și având sediul în Tel Aviv. Scopul său este de a promova conștientizarea Nakbăi, „catastrofa” din 1948 a poporului palestinian. Directorul organizației este Eitan Bronstein, iar sloganul ei este „comemorare, mărturie, recunoaștere și reparații”.
Zochrot organizează tururi ale orașelor israeliene prin care unii refugiați palestinieni se pot întoarce să viziteze zonele de unde au fost expulzați sau au fugit în 1948 și după aceea. Organizația montează și indicatoare stradale care consemnează și istoricul palestinian al străzii sau zonei respective. Zochrot consideră că acest lucru crează „dezordine în spațiu”, stârnind curiozitate și întrebări privind denumirile și apartenențele. Un scop cheie este „ebraizarea Nakbăi” prin crearea unui spațiu pentru acest subiect în discursul public al evreilor israelieni public.
Cuvântul „Zochrot” folosește forma conjugată la prezent feminin plural a verbului ebraic „a aminti”, în timp ce forma de adresare obișnuită în ebraică este la masculin plural atunci când se referă la un grup de persoane. Forma feminină a fost aleasă pentru a sublinia felul cum Zochrot abordează subiectul Nakba, despre care membrii grupului spun că înfruntă ceea ce ei consideră o narativă istorică strict masculină. Abordarea Zochrot se concentrează pe compasiune și incluziune.

## Publicații
Revista organizației poartă numele Sedek (în română ruptură / fisură) și a fost publicată pentru a șasea oară în aprilie 2011. În numărul 4 al publicației, lansat în iunie 2010, sunt reproduse peste 40 de poezii ale unor poeți israelieni publicate anterior, în perioada 1948–1958. Poeziile reflectă punctul de vedere al autorilor față de exodul palestinienilor din anii care corespund fondării statului Israel.
În 2012, Zochrot și editura Pardes Publications au întocmit și publicat un ghid în ebraică și arabă, intitulat Omrim Yeshna Eretz („A fost odată o țară – ghid turistic”), „destinat educării evreilor israelieni despre cum au fost fondate orașele și municipiile lor, într-un efort de a-i reconcilia cu locuitorii originali ai țării”. It provides tours of 18 localities, mostly the sites of Palestinian villages depopulated in 1948. Deși Zochrot au tradus în engleză titlul „Omrim Yeshna Eretz” ca „A fost odată o țară”, o traducere mai literală ar fi „Se spune că există o țară”. „Omrin Yeshna Eretz” este un cântec și un dans popular israelian foarte cunoscut, bazat pe o poezie a lui Saul Cernihovski publicată prima dată într-o colecție din 1929.

## Finanțare

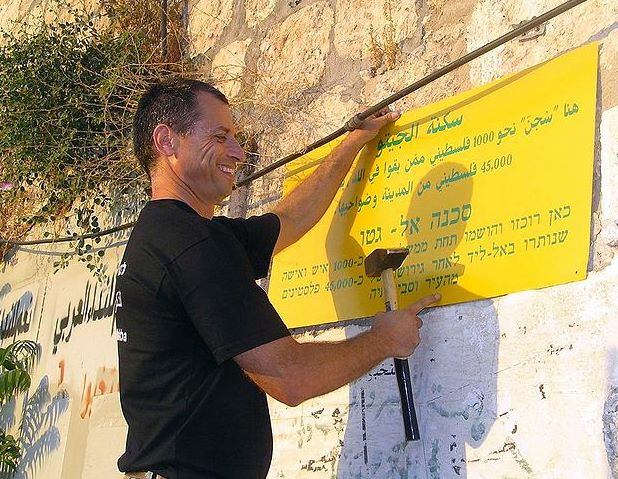
Eitan Bronstein, directorul Zochrot, montează un indicator în ebraică și arabă despre fostul „ghetou” din Lod (Lydda), în 2003.

Conform raportului anual publicat în 2019, printre finanțatorii Zochrot se numără următoarele organizații: Christian Aid, Misereor, HEKS/EPER, AFSC, MCC, Rockefeller Brothers Foundation, St. het Solidariteitsfonds, Urgent Action Fund, EMHRF, Kaleidoscope, Sivmo, Jerusalem Fund, Haëlla Foundation, Sparkplug Foundation. Grupul nu și-a publicat venitul anual. În raportul său din 2018 organizația a declarat un venit total de 272.423 euro și a listat Misereor, Broderlijk Delen, Christian Aid, CCFD, MCC, AFSC, HEKS Badil, HEKS Core, HEKS Education, HEKS Odna, Rockefeller Foundation, St. het Solidariteitsfonds și donatori privați printre finanțatori.
În 2012, fundația germană EVZ pentru comemorarea Holocaustului a anunțat că nu mai sprijină financiar Zochrot, din cauza faptului că organizația israeliană susține dreptul palestinienilor la întoarcere.